# Puerto deportivo de La Rápita
El Puerto de La Rápita es un puerto deportivo ubicado en la localidad española de La Rápita, municipio de Campos, en la costa suroeste de Mallorca, Islas Baleares. Está gestionado por el Club Náutico La Rápita y dispone de 451 amarres.

## Historia
En verano de 1970 un grupo de veraneantes de La Rápita, deciden la creación del “Club Náutico La Rápita”.
La Dirección General de Puertos del antiguo Ministerio de Obras Públicas de España autorizó al Grupo de Puertos de Baleares la redacción del proyecto titulado “Puerto de Refugio de Embarcaciones Menores de La Rápita”. 
En fecha del 9 de enero de 1976 se aprueba en Consejo de Ministros la concesión administrativa de los terrenos donde se había de ubicar el puerto deportivo, a favor del Club Náutico de La Rápita.
En 1977 se inician las obras del local social. Posteriormente se van instalando todos los servicios que requiere el puerto deportivo para adaptarlo a las necesidades de sus usuarios.
En fecha de 28 de junio de 1990, el Servicio de Puertos y Litoral aprueba el acta de reconocimiento de las obras de construcción del puerto deportivo de La Rápita.

## Ampliaciones futuras
No se contemplan ampliaciones futuras al puerto, salvo las de adaptación al artículo 49 de la ley 10/2005 de Puertos de las Islas Baleares, para la solicitud de una nueva concesión por parte del Club Náutico.

## Estado de conservación
La adaptación del puerto a la ley 10/2005 prevé la ejecución de obras necesarias para el mantenimiento y seguridad de uso del club y convenientes para mejorar su potencialidad y funcionamiento, se definen también los medios auxiliares, maquinaria, instalaciones y equipamientos que se consideran necesarios para mejorar la calidad en la prestación de los servicios.
Entre las actuaciones más importantes se destaca:
- Un sistema para el tratamiento físico químico de aguas residuales procedentes del lavado de embarcaciones
- Remodelación de la zona del pantalán K (demolición de pantalán y previsión de instalación de pantalán flotante)
- Dragado de fondo marino para reposición de calados

## Accesibilidad
A 42 kilómetros de Palma de Mallorca, se llega a través de la autopista del Levante, para tomar en Lluchmayor la carretera MA-6015 hasta llegar a la costa donde se ubican las urbanizaciones, accediendo al puerto por la avenida de Miramar que continúa en el interior hasta llegar al municipio de Campos.

## Relación puerto–ciudad
El municipio de Campos se encuentra en el interior, abarcando el término municipal tramos de costa como en el que se ubica las urbanizaciones del paraje de La Rápita. Si existe tradición pesquera que no ha desaparecido, el turismo ha cambiado el uso principal del puerto para convertirse en alojamiento de embarcaciones recreativas, junto a las edificaciones de segunda residencias anejas a la costa.

## Relación puerto–entorno
El puerto de La Rápita se encuentra alojado entre dos cabos, los de s'Estanyol de Migjorn, en el término municipal de Lluchmayor, y el de la Colonia de San Jorge, en el término municipal de Las Salinas.
De s'Estanyol a La Rápita:
Es un tramo de 2,5 km de longitud de naturaleza rocosa, no existiendo playas de arena, si bien es una zona llana que permite su acceso a través de la carretera que una las urbanizaciones existentes de segunda residencia. Los fondos de este primer tramo lo comparten arena y alga hasta llegar a La Rápita, dónde predomina esta última. Si bien la zona es rocosa no existen restingas ni escollos que puedan suponer un peligro para el fondeo de embarcaciones.
Señalar que junto al puerto se encuentra la torre de señales de Son Durí, que desde finales del siglo XVI sirvió de lugar de vigía frente a posibles invasiones.
A una distancia de un centenar de metros del dique suroeste del puerto se encuentra una rampa varadero del siglo pasado para el uso de pequeñas embarcaciones al que se accede desde la Avenida Miramar.
De La Rápita a Las Salinas:
El tramo tiene unos 6 km de longitud y el paraje tiene distinta naturaleza. El propio puerto comienza una playa encajada hasta la Colonia de San Jorge, constituyendo el saliente rocoso de esta última y el puerto de La Rápita una barrera que estabiliza la playa de arena. Por otro lado, esta zona se encuentra exenta de urbanizaciones.
La primera playa consta de 1.375 metros de longitud y se conoce como S´Arenal terminando en un saliente rocoso en Las Salinas.
No existe en este tramo ninguna vía para vehículos que recorra la costa por lo que se debe acceder a pie.
Esta zona se encuadra en el “Área Natural de El Trench-Salobrar de Campos” que abarca hasta la Colonia de San Jorge. Esta área es un LIC (Lugar de Interés Comunitario) y una ZEPA (Zona de Especial Protección para las Aves).

## Información técnica

### Tipología del puerto
La infraestructura general del puerto se resumen en un corto dique y un largo contradique que lo defiende del aterramiento por la arena de la playa, y abriga una dársena con nueve pantalanes y los muelles adosados a los diques, así como una explanada donde se hallan múltiples servicios.
La bocana es fácilmente localizable de día al unirse en el puerto la playa del Arenal de la Rápita y el paraje dunar del Trench-Salobrar con el tramo rocoso que viene desde s'Estanyol de Migjorn, siendo además visible la infraestructura de hormigón y escollera que constituyen los diques. Por la noche se puede atender a la baliza que se ubica en la bocana del puerto de destellos rojos.
- Diques: Mixtos de escollera natural y hormigón para la formación de los muelles de atraque.
- Muelles: De formados por diques verticales de hormigón armado.
- Pantalanes: De hormigón armado, cimentado sobre pilas alternas.
- Amarres: Bolardos de acero.